# Nomada hispanica
Nomada hispanica är en biart som beskrevs av Dusmet y Alonso 1913. Nomada hispanica ingår i släktet gökbin, och familjen långtungebin. Inga underarter finns listade i Catalogue of Life.